# バイアレックス
バイアレックス（ByeAlex）、本名マールタ・アレックス（ハンガリー語: Márta Alex）は、ハンガリー・キシュヴァールダ出身の歌手、ソングライターである。ゲーム音楽のリミックスなどを通じて音楽への関心を高め、18歳のころにバンド「My gift to you」を結成、「Bye」などを発表してきた。2012年より自身の名前に「Bye」を付加し、ソロ・ミュージシャンとして活動を始める。ユーロビジョン・ソング・コンテスト2013のハンガリー代表選考である「A Dal」に出場、2013年3月2日に優勝を収めてハンガリー代表に選出される。同年5月にスウェーデンのマルメで開かれる大会にて「Kedvesem」を歌う。